# هابيتوس (السلوك المدمج)
السلوك المدمج (بالإنجليزية: Habitus)‏ هو نسق من الاستعدادات المُكتسبة التي تحدد سلوك الفرد ونظرته إلى نفسه وإلى الكون، يمكن اعتبارها مجموعة من التصرفات والمهارات وطرق العمل المكتسبة اجتماعيا، وهي غالبا ما تتخذ من المسلمات، ويتم اكتسابها خلال التنشأة ومن تجارب الحياة اليومية.
في مجال علم الاجتماع، يلعب مفهوم الهابيتوس الذي وضعه عالم الاجتماع الفرنسي بيير بورديو، الذي ناول هذا المفهوم واستخدمه لأول مرة في كتابه نظرية الممارسة (Esquisse d’une théorie de la pratique) في ثمانينات القرن الماضي، دوراً حاسماً في فهم السلوك الاجتماعي وإعادة إنتاج البنى الاجتماعيّة. يشير الهابيتوس إلى التصرّفات والمواقف والسلوكيات العميقة التي يكتسبها الأفراد من خلال التنشئة الاجتماعية وتشكل الهوية بالنسبة لهم.
يشار إلى المصطلح في العربية كمجموعة من التصرفات المكتسبة التي توجه السلوك عفويا وتلقائيا، ويعتبر الهابيتوس مولدا للهوية الثقافية.

## أصل المفهوم
يعد مفهوم الهابيتوس (L’HABITUS) من المفاهيم الأساسية المركزية في سوسيولوجيا بيار بورديو وأكثرها إثارة للجدل. فمنذ سبعينات القرن الماضي حتى مطلع القرن الحادي والعشرين كان بورديو يعمل على صقل هذا المفهوم وبلورته في صيغة سوسيولوجية وتربوية تتسم بالدقة والوضوح. ويشكل هذا المفهوم جوهر نظرية بورديو في البنيوية وحجر الزاوية فيها، كما يمثل منهجا اعتمده بورديو في قراءة المجتمع وفهم معطياته وفعالياته. ويُعرّف الهابيتوس بأنه نسق من الاستعدادات المكتسبة التي تحدد سلوك الفرد ونظرته إلى نفسه وإلى العالم الذي يكتنفه، وهو أشبه ما يكون بطبع الفرد أو بالعقلية التي تسود في الجماعة لتشكل منطق رؤيتها للكون والعالم. ووفقا لهذا التصور يعد “الهابيتوس” جوهر الشخصية والبنية الذهنية المولدة للسلوك والنظر والعمل، وهو في جوهره نتاج لعملية استبطان مستمرة ودائمة لشروط الحياة ومعطياتها عبر مختلف مراحل الوجود بالنسبة للفرد والمجتمع. يرى بورديو في هذا السياق أن “الهابيتوس” نسق من التكوينات الإدراكية المكتسبة عبر الزمن والتربية والتنشئة والأوضاع الاجتماعية [استشهد بمرجع].
والهابيتوس وفقا لهذا التصور يشكل الطاقة الفعلية التي تقوم بتوجيه سلوكات الفرد أو الجماعة اعتمادا على مرجعية معينة تقع في البنية الذهنية، أي: في العقلية التي تحكم نسق الممارسات والفعاليات السلوكية للفرد والجماعة على حدّ سواء، وهو تعبير عن استبطان الشروط الموضوعية للوجود الاجتماعي على نحو سيكولوجي، وهو بوضعيته هذه يضفي المشروعية على وضعيات اجتماعية مهمة مثل التحيزات الطبقية والعنف الرمزي والشعور بالهوية الفردية والجمعية.
يرى بيير بورديو أن الإنسان الاجتماعي يسلك ويتصرف وفق حتميات لاشعورية أي دون أن يعرف لماذا يسلك على هذا النحو ويتصرف على تلك الطريقة. ويمكن تفسير السلوك في منحاه هذا على أنه ترجمة طبيعية وعفوية لنظام من المعطيات والعمليات السيكولوجية المتأصلة في عقل الإنسان وفي نظامه الذهني الداخلي. بالتالي فإن هذه المعطيات تفرض على الإنسان أن يفكر ويسلك ويتصرف ويتخذ ردود أفعاله بطريقة ما تحت تأثير هذه المعطيات الذهنية التي تشربها منذ مرحلة الطفولة فتشبع بدلالاتها وقدرتها على توجيه السلوك بصورة عفوية لا تجد تفسيرا لها إلا في ذاتها وفي كينونتها الداخلية.
يطلق بورديو على هذه العفوية السلوكية مفهوم “الهابيتوس” الذي يكاد يكون أشبه بفكرة “العقل العملي” أو “الحس العملي Sens Pratique” وهو يعني قدرة الفرد على السلوك والعمل عفويا والنظر وفقا لمعطيات متنوعة ومتفاعلة في الوسط الاجتماعي. وهذه الفعالية الذهنية “للهابيتوس” تعفي المرء أثناء السلوك من التفكير الواعي والتأمل الدقيق بفضل هذه المعطيات والبرمجيات المتأصلة في الفرد عبر عملية التنشئة الاجتماعية المتواصلة عبر الزمن.
و”الهابيتوس” هو نتاج لعملية تشريط اجتماعية واجتماعية مستمرة عبر الزمن، وهي عملية تؤدي في نهاية الأمر إلى بنا ء منطق موضوعي لعملية التشريط ذاتها حيث يجعلنا هذا المنطق الآلي مؤهلين لإعادة إنتاج شروط وجودنا الخاصة بطريقة خفية ولا شعورية تمنعنا بذكاء كبير من إدراك حقيقي واضح لشروط وجودنا الموضوعية ولطبيعة هذا المنتج الاجتماعي ذاته. ويأخذ الهابيتوس سمات محددة أهمها: الاستمرارية Durable، والشمولية Exhaustif، والقدرة على التكيف والتحول Transposable. فالاستمرارية – حيث يمارس “الهابيتوس” وظيفته عبر الزمن وفي مختلف المراحل الزمنية- تعني ردود أفعال ذهنية وحسية وعاطفية وشعورية تتسم بطابع الديمومة والاستمرار. أما بوصفه شموليا فهذا يعني أنه لا يترك أية رواسب أو معطيات تخرج عن منطقه الداخلي، بمعنى أنه لا يسمح بمنطق الخروج من مساره الكلي المحدد عبر الزمن. وفيما يتعلق بصيغته التحولية فهذا يعني أن الهابيتوس قادر على ممارسة دوره في مختلف المواقف الاجتماعية وفي مختلف قطاعات التكوينات الاجتماعية المتنافرة [استشهد بمرجع].